# Estado estacionário dinâmico
Antes de falarmos em Estado Estacionário Dinâmico precisamos compreender o significado do termo homeostase. Quando os fisiologistas falam em homeostase, eles estão se referindo à estabilidade do meio interno do corpo. Homeostase não significa equilíbrio, por isso, estabilidade é um termo mais apropriado.

## Compartimentos líquidos do corpo
Nosso organismo possui dois compartimentos líquidos: plasma sanguíneo e o líquido intersticial (estes formam o LEC - líquido extracelular) e o líquido intracelular (LIC). Em um estado de homeostase a composição de ambos os compartimentos é relativamente estável. Se Compararmos os solutos em cada compartimento, notaremos diferentes concentrações no LEC e no LIC. Por causa desses gradientes de concentração diferentes, os compartimentos líquidos encontram-se em um estado de equilíbrio e dois estados de desequilíbrio.
A água é uma molécula que se move de modo relativamente livre entre os compartimentos do organismo gerando um equilíbrio osmótico. Ao mesmo tempo, entretanto, o fluxo de moléculas e íons entre os compartimentos líquidos do corpo ocorrem de forma desigual, acarretando dois estados de desequilíbrio: químico e elétrico. Tais desequilíbrios são de suma importância para a vida.
As diferenças de concentração do desequilíbrio químico são características dos organismos vivos e apenas a entrada contínua de energia mantém o corpo nesse estado. Por exemplo, os íons {\displaystyle K^{+}} que escapam para fora da célula e os íons {\displaystyle Na^{+}} que escapam para dentro da célula retornam aos seus compartimentos originais pela ação, com uso de energia, da enzima {\displaystyle Na^{+}-K^{+}-ATPase}. Quando as células morrem e não podem usar energia, elas obedecem à segunda lei da termodinâmica, retornando a um estado de desordem e a perda do desequilíbrio químico.
O corpo como um todo é eletricamente neutro, porém, o interior das células é ligeiramente negativo em relação ao líquido extracelular. Esse desequilíbrio iônico gera um estado de desequilíbrio elétrico, cuja alteração, cria os importantes sinais elétricos.
O equilíbrio osmótico e os dois desequilíbrios são estados estacionários dinâmicos. O termo dinâmico indica que os materiais estão constantemente em movimento entre o LEC e o LIC. Já o termo estacionário indica que não há movimento resultante de materiais entre os compartimentos. Tanto o equilíbrio osmótico, quanto os desequilíbrios químico e elétrico são essenciais para os seres vivos. O objetivo da homeostase é manter os estados estacionários dinâmicos dos compartimentos do corpo.